# Lucio Fulvio Aburnio Valente
Lucio Fulvio Aburnio Valente  fue un político y jurista romano del siglo II.

## Familia
Valente fue hijo de Cayo Aburnio Valente, miembro de la gens Aburnia, y debió ser adoptado por un desconocido miembro de la gens Fulvia.

## Carrera pública
Valente nació alrededor del año 100. En el año 118 ocupó el cargo de praefectus urbi feriarum latinarum. Fue sucesivamente triunviro monetal dentro del vigintivirato, cuestor del emperador alrededor del año 125, tribuno de la plebe y cónsul suffectus en torno al año 138 o 140. Perteneció al colegio de pontífices de Roma.
Asimismo, fue un reputado jurista en tiempos de Antonino Pío a cuyo consejo privado pertenecía. El Digesto indica que fue sucesor de Javoleno Prisco en la escuela sabiniana.